# غريغ مالون (لاعب هوكي الجليد)
غريغ مالون هو لاعب هوكي الجليد كندي، ولد في 8 مارس 1956 في ميراميتشي ‏ في كندا.

## وصلات خارجية
- غريغ مالون على موقع دوري الهوكي الوطني (الإنجليزية)
- غريغ مالون على موقع قاعة مشاهير الهوكي (لاعب أن.إتش.أل) (الإنجليزية)
- غريغ مالون على موقع EliteProspects.com (الإنجليزية)
- غريغ مالون على موقع HockeyDB.com (الإنجليزية)
- غريغ مالون على موقع Hockey-Reference.com (الإنجليزية)
- غريغ مالون على موقع قاعة نيو برونزويك للمشاهير الرياضية (الإنجليزية)